# Mario Visintini
Mario Visintini (* 26. April 1913 in Parenzo, Istrien, im heutigen Kroatien; † 11. Februar 1941 bei Keren, Eritrea; eigentlich ven. Mario Visentin) war ein italienischer Jagdflieger des Zweiten Weltkriegs. Ihm wurden 17 persönliche Luftsiege bestätigt.

## Leben
Nach Abschluss seiner Schulausbildung wollte Visintini eine Offiziers- und Pilotenlaufbahn bei der Regia Aeronautica einschlagen, er wurde jedoch beim Auswahlverfahren aus medizinischen Gründen abgelehnt. Nachdem er 1936 bei Mailand eine zivile Pilotenlizenz erworben hatte, nahm ihn die italienische Luftwaffe als Offizieranwärter auf Zeit an und erteilte ihm nach einer entsprechenden Ausbildung in Grottaglie eine militärische Pilotenlizenz. Danach kam er zum 4º Stormo, einem Jagdgeschwader, das seinerzeit im norditalienischen Görz beheimatet war. Visintini nahm für kurze Zeit am Spanischen Bürgerkrieg teil, wo er ein sowjetisches Kampfflugzeug abschoss. 
Visintini wurde Anfang 1940 als Berufsoffizier übernommen und nach Italienisch-Ostafrika versetzt. Dort kämpfte er ab Juni mit veralteten Doppeldeckern gegen die Commonwealth-Streitkräfte und erzielte 16 bestätigte Luftsiege, weitere wurden entsprechend der Vorgehensweise der italienischen Luftwaffe "kollektiviert", also seiner Einheit zuerkannt. Am 12. Dezember 1940 nahm Visintini mit seiner Staffel an einem Angriff auf den Flugplatz von Gaz Regeb teil, in dessen Verlauf sein Staffelkapitän notlanden musste. Visintini landete neben ihm und nahm ihn in seiner einsitzigen Fiat CR.42 mit zurück nach Asmara. Wenige Tage später erhielt Visintini als Hauptmann das Kommando über die Staffel (412ª Squadriglia). Weitere Angriffe auf feindliche Flugplätze folgten, wobei etliche britische Flugzeuge am Boden zerstört wurden.
Anfang 1941 nahm Visintini mit seiner Staffel an der Schlacht von Keren teil. Nachdem am 11. Februar 1941 einige italienische Piloten in der Nähe der Stadt wegen eines Unwetters notgelandet waren, kehrte Visintini zum Ort des Geschehens zurück, um sie zu ihrem Stützpunkt zu begleiten. Wahrscheinlich kam er wegen des starken Windes vom Kurs ab und flog bei schlechter Sicht in den Mount Nefasit. Er wurde posthum mit dem höchsten italienischen Militärorden ausgezeichnet. Der Militärflugplatz Rivolto bei Udine ist nach Visintini benannt.